# Elosita
Elosita is een geslacht van vlinders uit de familie van de grasmotten (Crambidae). De wetenschappelijke naam van dit geslacht is voor het eerst voorgesteld door Pieter Snellen in een publicatie uit 1899.
Dit geslacht is monotypisch, dat wil zeggen dat het maar één soort heeft namelijk Elosita fuscocilialis Snellen, 1899